# Comté de Colchester
Pour les articles homonymes, voir Colchester (homonymie).
Le comté de Colchester est un comté canadien situé dans la province de la Nouvelle-Écosse.

## Démographie
| 2001   | 2006   | 2011   | 2016   |
| ------ | ------ | ------ | ------ |
| 49 307 | 50 023 | 50 968 | 50 585 |